# Gaillet à feuilles inégales
Galium anisophyllon
Espèce
Classification phylogénétique
Le gaillet à feuilles inégales (Galium anisophyllon Vill.) est une espèce de plantes herbacées vivaces de la famille des Rubiacées et du genre Galium.
C'est une petite plante (5 à 20 cm de haut) des régions montagneuses (Alpes, Pyrénées, Massif central...).
Espèce ressemblante : Galium pumilum, le gaillet rude, qui peut pousser à des altitudes inférieures.

## Liste de sous-espèces
Selon World Checklist of Selected Plant Families (WCSP) (24 mai 2010) :
- Galium anisophyllon subsp. anisophyllon Vill., 1779
- Galium anisophyllon subsp. plebeium (Boiss. & Heldr.) Ehrend., 1991